# 日米犯罪人引渡し条約
日本国とアメリカ合衆国との間の犯罪人引渡しに関する条約（にほんこくとアメリカがっしゅうこくとのあいだのはんざいにんひきわたしにかんするじょうやく）は、犯罪の抑圧のために、日本とアメリカ合衆国との間で締結された犯罪人引渡しに関する条約である。（法令番号）昭和55年3月5日条約第三号。
1980年（昭和55年）3月26日効力発生。

## 概要
日本とアメリカ合衆国との間の犯罪人引渡しに関する条約は、犯罪の抑圧のため、両締約国の法令により死刑又は無期若しくは長期一年を超える拘禁刑に処するものについて外交ルートを通じて行われる。なお、その犯罪が、請求国の領域外で実行された場合は、被請求国は、自国法令がその行為に処罰規定があるか、当該犯罪を請求国の国民が行った場合にのみ引渡しを行う。また被請求国の自国民の引渡しは義務ではない。実際の引き渡し手続きは逃亡犯罪人引渡法によりなされる。また、逃亡犯罪人引渡法において条約により決定される事項は日米の間では、この条約による。

## 引き渡される犯罪
（条約付表より）
- 殺人、傷害致死又は重過失致死（自殺の教唆又はほう助を含む）
- 人を殺す意図をもつて行われた暴行
- 悪質な傷害、重過失致傷又は暴行
- 堕胎
- 遺棄致死傷
- 略取、誘拐又は不法な逮捕若しくは監禁に関する罪
- 脅迫
- 強姦、強制猥褻
- 淫行の勧誘又は売春に関する罪
- 猥褻物に関する罪
- 重婚
- 住居侵入
- 強盗
- 窃盗
- 恐喝
- 詐欺（欺もう的手段により財物、金銭、有価証券その他の経済的価値を有するものを取得すること）
- 横領、背任
- ぞう物に関する罪
- 財物、文書又は施設の損壊に関する罪
- 工業所有権又は著作権の保護に関する法令に違反する罪
- 暴行又は脅迫による業務妨害
- 放火、重過失による失火
- 騒擾の主導、指揮又は煽動
- 公衆の健康の保護に関する法令に違反する罪
- 激発力、水力その他の破壊的手段により公共の危険を生じさせる罪
- 国際法上の海賊
- 列車、航空機、船舶その他の交通手段の不法な奪取又は管理に関する罪
- 列車、航空機、船舶その他の交通手段の正常な運行を妨げ又はこれに危険を生じさせる罪
- 爆発物、火炎装置又は危険な若しくは禁止された武器の規制に関する法令に違反する罪
- 麻薬、大麻、向精神薬若しくはコカイン又はそれらの原料若しくは派生物その他の危険な薬品若しくは化学製品の規制に関する法令に違反する罪
- 毒物その他の健康に有害な物質の規制に関する法令に違反する罪
- 偽造に関する罪
- 賭博又は富くじの規制に関する法令に違反する罪
- 公務執行妨害、職務強要
- 虚偽報告に関する罪
- 偽証に関する罪
- この条約の第二条１に規定する犯罪を行つたことによつて拘禁され又は刑に服している者の逃走に関する罪
- 犯人蔵匿、証拠隠滅その他の司法作用の妨害に関する罪
- 贈賄、収賄
- 職権濫用に関する罪
- 公職の選挙又は政治資金の規制に関する法令に違反する罪
- 脱税に関する罪
- 会社その他の法人の規制に関する法令に違反する罪
- 破産又は会社更生に関する法令に違反する罪
- 私的独占又は不公正な商取引の禁止に関する法令に違反する罪
- 輸出入又は資金の国際移動の規制に関する法令に違反する罪
- 前記の各罪の未遂、共謀、ほう助、教唆又は予備

## 引渡しの請求
- 引渡しの請求は、外交ルートを通じて行われる。
- 引渡しの請求には、その者を特定する事項を記載した文書 、犯罪事実を記載した書面 、引渡しの請求に係る犯罪の構成要件及び罪名を定める法令の条文 、当該犯罪の刑罰を定める法令の条文 、当該犯罪の訴追又は刑罰の執行に関する時効を定める法令の条文 が必要である。
- 引渡しの請求が、有罪判決を受けていない者について行われる場合は、請求国の裁判官その他の司法官憲が発した逮捕状の写し 、令状の者と引渡しを求められている者が同一であることを証明する証拠資料 、引渡しを求められている者が被請求国の法令上引渡しの請求に係る犯罪を行つたと疑うに足りる相当な理由があることを示す証拠資料が必要である。
- 引渡しの請求が有罪の判決を受けた者について行われる場合には、請求国の裁判所が言い渡した判決の写し 、引渡しを求められている者が当該判決にいう者であることを証明する証拠資料が必要である。
- 有罪の判決を受けた者が刑の言渡しを受けていないときは、逮捕すべき旨の令状の写し 、有罪の判決を受けた者が刑の言渡しを受けているときは、刑の言渡し書の写し及び当該刑の執行されていない部分を示す書面が必要である。
- また、引渡しの請求には、被請求国の法令により必要とされるその他の資料を添える。
- 以上全てに翻訳文を添付する。

## 問題点
引渡しは、引渡しを求められている者が被請求国の法令上引渡しの請求に係る犯罪を行ったと疑うに足りる相当な理由があること、又はその者が請求国の裁判所により有罪の判決を受けた者であることを証明する十分な証拠がある場合に限り行われるとされるが、それに対して引渡しを要求された者が防御する時間も十分ではなく 、国内の審査も引渡しの要求に対して一度限りでかつ十分な審査が為されない為、無実の者が有無を言わさず引き渡される場合があるとされる。
被請求国の行政当局は、引渡しを求められている者の引渡請求の裏付けとして提出された資料がこの条約の要求するところを満たすのに十分でないと認める場合には、自国の裁判所に当該引渡請求を付託するかどうかを決定する前に請求国が追加の資料を提出することができるようにするため、請求国に対しその旨を通知することができるが、日本においてはその資料が十分か否かを審査する該行政当局には、その機関がないとの批判がある。